# Gare de Villers-la-Ville
Pour les articles homonymes, voir gare de Villers.
La gare de Villers-la-ville est une gare ferroviaire belge située sur la ligne 140 d'Ottignies à Marcinelle, sur le territoire de la commune de Villers-la-Ville dans la province du Brabant wallon.
C'est une halte voyageurs de la Société nationale des chemins de fer belges (SNCB) desservie par des trains du réseau suburbain de Charleroi (trains S).

## Situation ferroviaire
Établie à 105 mètres d'altitude, la gare de Villers-la-ville est située au point kilométrique (PK) 12,00 de la ligne 140 d'Ottignies à Marcinelle, entre les gares ouvertes de La Roche et de Tilly.
Lorsque l'origine du chaînage se trouvait en gare de Louvain, l'actuelle gare de Villers-la-Ville se situait à la borne kilométrique (BK) 40,568, tandis que l'ancienne gare fermée aux voyageurs en 1966 occupait la BK 39,571, plus proche des ruines de l'Abbaye de Villers.

## Histoire
Une gare est mise en service à Villers-la-Ville le 14 août 1855, lors de l'ouverture de la ligne d'Ottignies à Charleroi-Ouest de la compagnie du Chemin de fer de Charleroi à Louvain. La construction du bâtiment de la gare est en cours en août 1863.
Cette compagnie, devenue Chemin de fer de l'Est-Belge en 1859, devient par fusion la compagnie du Grand Central belge entre 1864 et 1871. La ligne est nationalisée lorsque l'administration des chemins de fer de l'État belge prend le contrôle du Grand Central belge en 1897, devenant l'exploitant le 1er janvier 1898.
Le 1er septembre 1966, la SNCB déplace l'arrêt de Villers-la-Ville de près d'un kilomètre, au passage à niveau de la rue de Mellery ; il s'agit désormais d'un point d'arrêt sans personnel. L'ancien bâtiment de la gare rue du Goddiarch est devenu une maison particulière.

### Le bâtiment de la gare
La compagnie Charleroi-Louvain construit un bâtiment d'un seul niveau sous bâtière dans un style inhabituel pour les gares belges. C'était un bâtiment à colombages hourdé de briques et revêtu de lattes de bois dans sa partie supérieure Une galerie occupait la majeure partie du bâtiment côté quai tandis qu'un auvent de bois semble être visible côté rue. Une travée de la galerie est comblée au cours du XIXe siècle puis le reste de cette terrasse couverte est remplacé par des fenêtres.
Dans son état actuel, le bâtiment de la gare rénové comme habitation possède de plus petites ouvertures. Les colombages et une partie du bardage sont toujours visibles.

## Service des voyageurs

### Accueil
Halte SNCB, c'est un point d'arrêt non géré (PANG) à accès libre dotée d'un distributeur automatique pour l'achat de titres de transports. La traversée des voies s'effectue par le passage à niveau routier.

### Desserte
Villers-la-Ville est desservie par des trains Suburbains (S61) de la SNCB qui effectuent des missions sur la ligne 140 (Charleroi-Central - Ottignies).
La desserte est constituée de trains S61 reliant toutes les heures Jambes à Wavre via Namur, Charleroi-Central et Ottignies, renforcés en semaine par trois trains S61 supplémentaires de Charleroi-Central à Ottignies, le matin, qui effectuent le trajet inverse en fin d’après-midi.

## Comptage voyageurs
Ce graphique et tableau montre le nombre de voyageurs embarquant en moyenne durant la semaine, le samedi et le dimanche.
| Nombre de passagers qui embarquent à la gare de Villers-la-Ville | Nombre de passagers qui embarquent à la gare de Villers-la-Ville | Nombre de passagers qui embarquent à la gare de Villers-la-Ville | Nombre de passagers qui embarquent à la gare de Villers-la-Ville |
|                                                                  | Semaine                                                          | Samedi                                                           | Dimanche                                                         |
| ---------------------------------------------------------------- | ---------------------------------------------------------------- | ---------------------------------------------------------------- | ---------------------------------------------------------------- |
| 1977                                                             | 223                                                              | 53                                                               | 31                                                               |
| 1978                                                             | 190                                                              | 55                                                               | 33                                                               |
| 1979                                                             | 227                                                              | 70                                                               | 36                                                               |
| 1980                                                             | 203                                                              | 42                                                               | 23                                                               |
| 1981                                                             | 229                                                              | 42                                                               | 44                                                               |
| 1982                                                             | 329                                                              | 38                                                               | 46                                                               |
| 1983                                                             | 205                                                              | 38                                                               | 40                                                               |
| 1984                                                             | 184                                                              | 39                                                               | 51                                                               |
| 1985                                                             | 205                                                              | 59                                                               | 72                                                               |
| 1986                                                             | 208                                                              | 51                                                               | 54                                                               |
| 1987                                                             | 270                                                              | 48                                                               | 63                                                               |
| 1988                                                             | 244                                                              | 36                                                               | 42                                                               |
| 1989                                                             | 255                                                              | 44                                                               | 42                                                               |
| 1990                                                             | 208                                                              | 47                                                               | 43                                                               |
| 1991                                                             | 272                                                              | 79                                                               | 40                                                               |
| 1992                                                             | 292                                                              | 66                                                               | 42                                                               |
| 1993                                                             | 261                                                              | 46                                                               | 38                                                               |
| 1994                                                             | 247                                                              | 117                                                              | 88                                                               |
| 1995                                                             | 209                                                              | 56                                                               | 48                                                               |
| 1996                                                             | 242                                                              | 29                                                               | 80                                                               |
| 1997                                                             | 230                                                              | 77                                                               | 63                                                               |
| 1998                                                             | 263                                                              | 58                                                               | 52                                                               |
| 1999                                                             | 233                                                              | 40                                                               | 32                                                               |
| 2000                                                             | 245                                                              | 51                                                               | 46                                                               |
| 2001                                                             | 249                                                              | 52                                                               | 20                                                               |
| 2002                                                             | 231                                                              | 45                                                               | 42                                                               |
| 2003                                                             | 265                                                              | 46                                                               | 32                                                               |
| 2004                                                             | 269                                                              | 48                                                               | 41                                                               |
| 2005                                                             | 304                                                              | 82                                                               | 58                                                               |
| 2006                                                             | 246                                                              | 50                                                               | 50                                                               |
| 2007                                                             | 284                                                              | 54                                                               | 50                                                               |
| 2008                                                             | -                                                                | -                                                                | -                                                                |
| 2009                                                             | 264                                                              | 68                                                               | 48                                                               |
| 2010                                                             | -                                                                | -                                                                | -                                                                |
| 2011                                                             | -                                                                | -                                                                | -                                                                |
| 2012                                                             | 277                                                              | 64                                                               | 49                                                               |
| 2013                                                             | 247                                                              | 75                                                               | 46                                                               |
| 2014                                                             | 244                                                              | 57                                                               | 63                                                               |
| 2015                                                             | 270                                                              | 51                                                               | 46                                                               |
| 2016                                                             | 242                                                              | 74                                                               | 58                                                               |
| 2017                                                             | 290                                                              | 57                                                               | 50                                                               |
| 2018                                                             | 267                                                              | 85                                                               | 51                                                               |
| 2019                                                             | 274                                                              | 47                                                               | 52                                                               |
| 2020                                                             | 185                                                              | 37                                                               | 38                                                               |
| 2021                                                             | -                                                                | -                                                                | -                                                                |
| 2022                                                             | 202                                                              | 95                                                               | 59                                                               |
| 2023                                                             | 281                                                              | 81                                                               | 85                                                               |
| 2024                                                             | 299                                                              | 13                                                               | 83                                                               |